# Anna Afanas'evna Morozova
Anna Afanas'evna Morozova, in russo А́нна Афана́сьевна Моро́зова? (Poljana, 23 maggio 1921 – Siemiątkowo, 31 dicembre 1944), è stata una partigiana sovietica arruolata nell'Armata Rossa, l'8 maggio 1965 è stata insignita postuma del titolo di Eroe dell'Unione Sovietica per le sue attività nella Resistenza.

## Biografia

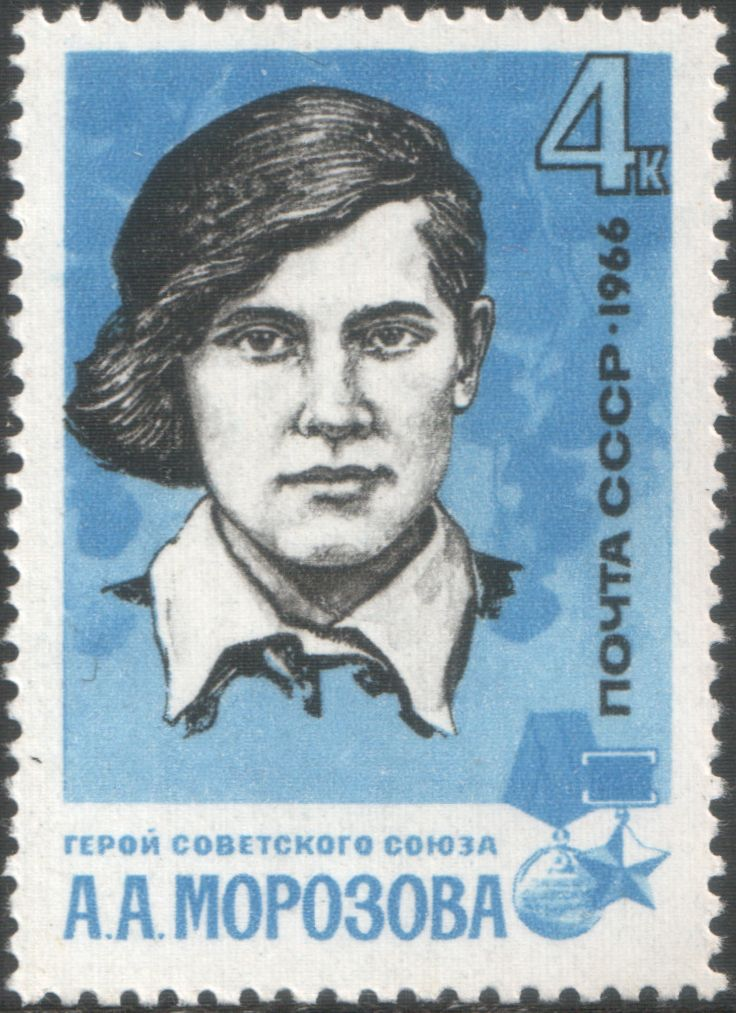
Francobollo del 1966 in onore di Anna Morozova.

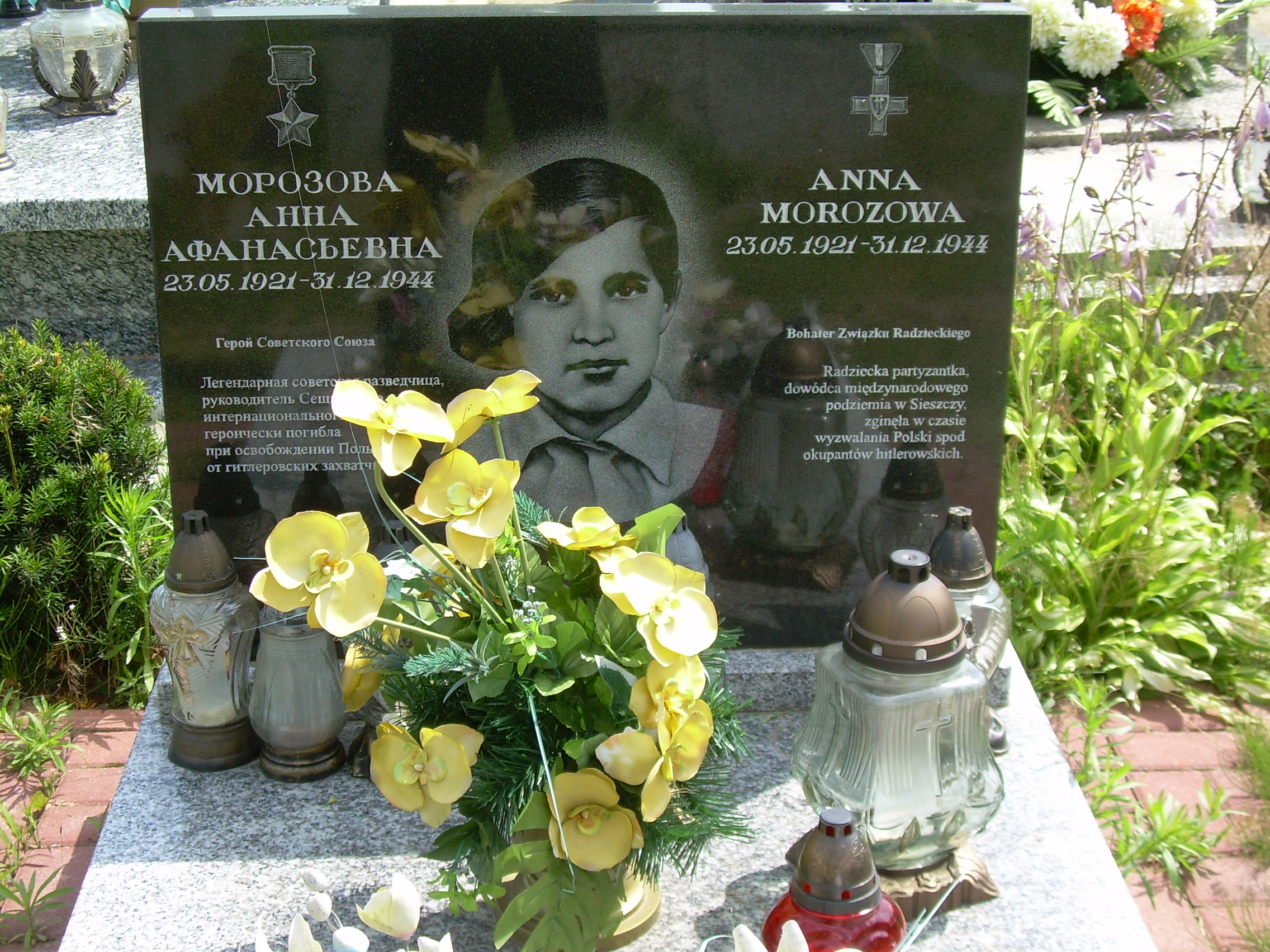
Tomba di Anna Morozova in Polonia.

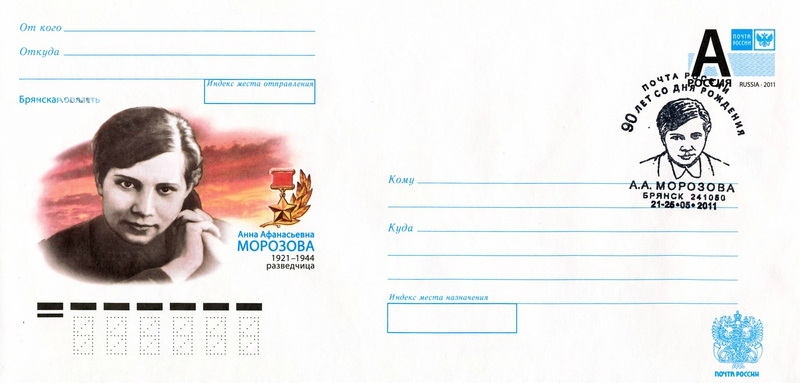
Busta da lettera russa del 2011 con Anna Morozova.

Nacque il 23 maggio 1921 da una famiglia di contadini russi nel villaggio di Poljana, all'epoca nel governatorato di Kaluga. Nel 1936 si trasferisce a Brjansk quando il padre trova lavoro come direttore di una sartoria e studia per diventare ragioniera. Nel 1938 fu assunta come telefonista, nel novembre 1939 lavorò in una sartoria fino a quando iniziò a lavorare per l'aviazione sovietica.

### Attività partigiane
Non molto tempo dopo l'invasione tedesca dell'Unione Sovietica nel 1941, l'esercito tedesco prese il controllo della base di Sešča, in cui lavorava, estromettendo in questo modo dal campo la 9ª Brigata di bombardieri pesanti delle Forze aeree sovietiche e parcheggiando nella base circa 300 bombardieri tedeschi della Luftflotte 2, da qui partivano per bombardare Mosca e le altre grandi città sovietiche.
La Direzione generale dei servizi segreti dell'Unione Sovietica aveva un disperato bisogno di informazioni sull'operatività della base aerea occupata dalla Luftwaffe per la sua importanza strategica: per ottenere tali informazioni, l'Armata Rossa e i membri della Resistenza di Brjansk crearono un'organizzazione di ricognizione clandestina in modo da infiltrarsi nella base aerea.
Anna tornò a Sešča per lavorare sotto copertura nella base aerea come lavandaia e incontrò diversi suoi vecchi compagni di scuola che non erano riusciti a fuggire tempestivamente, invitandoli a unirsi al suo gruppo partigiano; dalla primavera del 1942 al settembre del 1943 operarono come parte della 1ª Brigata partigiana "Kletnjanskaja", spiando le forze nemiche, sabotando e distruggendo gli aerei della Luftwaffe e disattivando le attrezzature di terra. La brigata divenne infine un'organizzazione di Resistenza internazionale, estesa in Unione Sovietica, Polonia e Cecoslovacchia: quando l'unità mise le mani sulle mine magnetiche, le usò per distruggere venti aerei, sei treni e due magazzini di munizioni; trasferì le informazioni sulle specifiche dei carri armati Tiger, sui documenti di identificazione dei soldati tedeschi e sulla tecnologia medica. Le informazioni che la Morozova fornì all'aviazione militare fecero sì che i bombardieri sovietici attaccassero la base aerea corretta dove erano di stanza i tedeschi, invece della base fittizia costruita dai tedeschi. In seguito altri partigiani utilizzarono le informazioni raccolte per assaltare la base aerea, uccidendo circa 200 aviatori tedeschi e distruggendo 30 auto. Nel settembre 1943 Anna lasciò il movimento partigiano, si arruolò nell'Armata Rossa dopo che le forze sovietiche ripresero il controllo della base di Sešča nell'operazione di riconquista di Brjansk.
Per le sue attività nel movimento partigiano fu insignita della Medaglia per il coraggio e dell'Ordine della Stella Rossa dalla 10ª Armata dell'Unione Sovietica. Dopo essersi arruolata e aver conseguito il diploma di radiotelegrafista, nel luglio 1944 fu inviata in Polonia con la 10ª Armata, con lo pseudonimo di "Cigno". Alla fine del 1944 fu assegnata a un'unità partigiana sovietico-polacca. Il 31 dicembre 1944, dopo essere stata gravemente ferita in battaglia da un proiettile che le aveva frantumato il polso, si fece esplodere con una granata per evitare la cattura, uccidendo anche due soldati delle SS.

## Nella cultura di massa
L'immagine della Morozova è apparsa su un francobollo dell'Unione Sovietica del 1966 e su una busta postale della Federazione Russa. Molte strade di Brjansk portano il suo nome e nel 1965 è stata dichiarata postuma Eroe dell'Unione Sovietica.
La storia di Anna Morozova è stata raccontata in un lungometraggio televisivo in quattro parti diretto da Sergej Kolosov e prodotto nel 1964.